# Термическое сопротивление
Термическое сопротивление — тепловое сопротивление, способность тела (его поверхности или какого-либо слоя) препятствовать распространению теплового движения молекул.

## Виды термического сопротивления
Различают полное термическое сопротивление — величину, обратную коэффициенту теплопередачи, поверхностное термическое сопротивление — величину, обратную коэффициенту теплоотдачи, и термическое сопротивление слоя, равное отношению толщины слоя к его коэффициенту теплопроводности.

## Термическое сопротивление сложной системы
Термическое сопротивление сложной системы (например, многослойной тепловой изоляции) равно сумме термических сопротивлений её частей.

## Формулы для расчёта
Общая формула:
{\displaystyle R_{t}={\frac {T_{2}-T_{1}}{P}}}
где:
- {\displaystyle R_{t}} — тепловое  сопротивление на  участке тепловой цепи, K/Вт;
- {\displaystyle T_{2}} — температура начала участка, K;
- {\displaystyle T_{1}} — температура конца участка, K;
- {\displaystyle P} — тепловой поток, протекающий через участок цепи, Вт.

Тепловое сопротивление участка цепи постоянного сечения:
{\displaystyle R_{t}={\frac {l}{\lambda S}}}
где:
- {\displaystyle R_{t}} — тепловое сопротивление участка цепи, К/Вт;
- {\displaystyle l} — длина участка тепловой цепи, м;
- {\displaystyle \lambda } — коэффициент теплопроводности материала, Вт/(м·К);
- {\displaystyle S} — площадь поперечного сечения участка, м².

Термическое сопротивление сложной системы:
{\displaystyle R=R_{t1}+R_{t2}+R_{t3}+\ldots +R_{tn}}.

## Численное выражение
Термическое сопротивление численно равно температурному напору, необходимому для передачи единичного теплового потока (равного 1 Вт/м2) к поверхности тела или через слой вещества; выражается в К/Вт.